# Ozierki-Nowyje
Ozierki-Nowyje (ros. Озерки-Новые) – stacja kolejowa w miejscowości Ozierki, w rejonie gwardiejskim, w obwodzie królewieckim, w Rosji. Położona jest na linii Czernyszewskoje – Królewiec.

## Historia
Stacja powstała na Pruskiej Kolei Wschodniej (odcinek Królewiec – Ejtkuny), w okresie przynależności tych terenów do Niemiec. Nosiła wówczas nazwę Gross Lindenau.